# Oreste Salomone
Oreste Salomone (Capua, 20 settembre 1879 – Padova, 2 febbraio 1918) è stato un aviatore e militare italiano,  che come pilota fu dapprima decorato di Medaglia d'argento al valor militare nella guerra di Libia, e poi di Medaglia d'oro a vivente nel corso della prima guerra mondiale..

## Biografia
Nacque a Capua il 20 settembre 1879, figlio di Michele e Maria Giuseppa Valletta.
Il 2 settembre 1897 si arruolò volontario nel Regio Esercito, assegnato al 76º Reggimento fanteria "Napoli", e poco prima del congedo chiese di rimanere in servizio permanente effettivo. Il 31 ottobre 1902 viene ammesso a frequentare la Regia Accademia Militare di Modena, da cui uscì con il grado di sottotenente il 3 settembre 1904 del Corpo di commissariato, assegnato al 7º Reggimento fanteria "Cuneo". Il 24 gennaio del 1907 entrò in servizio presso il Magazzino Casermaggio di Gaeta, e il 19 settembre dello stesso anno è promosso la grado di tenente.
Con lo scoppio della guerra italo-turca partì per la Libia dove si appassionò al mondo dell'aviazione, tanto da presentare domanda per entrare in servizio come "osservatore" presso il Nucleo Aeronautico di Tripoli. Rientrato in Italia, nell'agosto del 1912 conseguì il brevetto di pilota il 5 novembre dello stesso anno, volando su monoplano Blériot XI presso la Scuola di volo di Aviano.
A partire dal marzo 1913 prestò servizio a Tobruk, conseguendo il brevetto di pilota militare il 7 maggio e prendendo parte alle ultime fasi della guerra, dove si distinse in numerose azioni. Per gli audaci voli di ricognizione compiuti sulle linee nemiche fu decorato con una medaglia d'argento al valor militare. Rientrò in Italia il 26 novembre, per essere mandato in missione in Francia al fine di valutare nuovi aeroplani, e rientrato in Patria fu insignito del titolo di Cavaliere dell'Ordine della Corona d'Italia. Il 24 aprile 1914 batté il record italiano di altitudine arrivando alla quota di 4.700 m.
Promosso capitano il 31 marzo 1915 entrò in servizio presso il Battaglione Squadriglie Aviatori, transitando successivamente nel Corpo Aeronautico Militare. All'ingresso del Regno d'Italia nella grande guerra, viene assegnato, nel mese di luglio, dapprima alla 8ª Squadriglia da ricognizione e combattimento di Aviano dotata di caccia Macchi-Nieuport Ni.10, di cui fece parte, tra gli altri, anche il futuro asso Francesco Baracca, ed il 1º settembre è distaccato alla 1ª Sezione Nieuport per la 2ª Squadriglia da ricognizione e combattimento.
Ottenuta l'abilitazione al volo sul Caproni Ca.33 verrà destinato, su domanda, all'aviazione da bombardamento passando alla 1ª Squadriglia di stanza alla Comina, vicino a Pordenone. Il 18 febbraio 1916 prese parte alla rappresaglia dell'aviazione italiana sul quartier generale austroungarico di Lubiana in risposta al bombardamento di Milano eseguito dalla forza aerea nemica qualche giorno prima.
Nel corso dell'azione il velivolo Caproni Ca.33 Aquila Romana pilotato dai capitani Luigi Bailo, comandante di squadriglia, ed Oreste Salomone che imbarcava come osservatore il comandante del Gruppo comando supremo, il tenente colonnello Alfredo Barbieri, attirò su di sé la caccia nemica per permettere agli altri aerei che avevano raggiunto l'obiettivo di portare a termine la missione. Durante il combattimento vennero uccisi tutti i suoi compagni, ed egli, seppur gravemente ferito, riuscì a ripassare le linee con il mezzo gravemente danneggiato, ed ancora carico di bombe, fatto oggetto del continuo fuoco avversario.. Per tale azione Sua Maestà il Re Vittorio Emanuele III gli conferì motu proprio la prima medaglia d'oro al valor militare per fatti d'arme aeronautici. Nominato comandante della 1ª Squadriglia dal 19 aprile, prenderà parte sul finire del 1916 ai bombardamenti su Trieste e Pola ma sarà poi costretto dall'aggravarsi delle sue condizioni di salute ad accettare, in data 8 novembre, un comando presso il Battaglione Aviatori di Torino.
Dopo la battaglia di Caporetto otterrà, dietro sua domanda, di esser inviato nuovamente al fronte venendo in breve nominato comandante del XIV Gruppo di base a Padova. Promosso maggiore per meriti eccezionali il 17 gennaio 1918, troverà poco tempo dopo la morte. La sera del 2 febbraio, al rientro da una missione di bombardamento notturno su Levico e Caldonazzo, mentre stava per atterrare sull'campo d'aviazione di Padova, a causa della nebbia sbagliò la manovra ed il suo velivolo appartenente alla 10ª Squadriglia da bombardamento "Caproni" si schiantò contro una casa nella frazione di Brusegana. Con lui perirono nell'incidente il tenente osservatore Mariano D'Ayala Godoy e il sergente pilota Antonio Porta. Il quarto membro dell'equipaggio, sergente mitragliere Silvio Piovesan rimase illeso.
Al funerale Gabriele D'Annunzio volle pronunciare l'elogio funebre. Dopo i funerali la salma venne inumata dapprima nel cimitero di Padova, e al termine della grande guerra fu traslata a Capua, dove le vennero tributate solenni onoranze.

### Riconoscimenti
- La sua città natale e i comuni di Napoli, Roma e Milano gli hanno intitolato una strada;
- L'Aeronautica Militare Italiana nel 2008 gli ha intitolato l'aeroporto di Capua.
- A lui sono state intitolate due caserme dell'esercito italiano  nella città di Capua, sede attualmente del raggruppamento unità addestrative, e nella città di Padova.

### Annotazioni
1. ↑  Una copia, non originale e molto probabilmente incongrua, del medagliere del maggiore Salomone è conservato presso il Museo storico dell'Accademia Militare di Modena, qui si sono indicate le sole decorazioni da lui con certezza meritate in vita. Il vero medagliere andò perduto nel 1943 (Cersòsimo, Op.cit.), quello attualmente esposto annovera una serie di medaglie e decorazioni che non è certo venissero attribuite anche alla memoria, è così composto: Medaglia d'oro al valor militare, Medaglia d'argento al valor militare, Croce di guerra al valor militare, Croce al merito di guerra (dubbia, a meno di non essere stata meritata durante la Guerra di Libia), Medaglia commemorativa della guerra italo-turca 1911-1912 (una barretta), Medaglia commemorativa della guerra italo-austriaca 1915-1918 (tre barrette; dubbia), Medaglia interalleata della vittoria (dubbia), Croce di cavaliere dell'Ordine della Corona d'Italia, Medaglia commemorativa dell'Unità d'Italia (dubbia), Medaglia di benemerenza per i pionieri dell'aeronautica (alla memoria), Croix de guerre 1914-1918 (Belgio; dubbia), Croix de guerre 1914-1918 (Francia; dubbia).
2. ↑  Michele Salomone (1830-1892) e Maria Giuseppa Valletta (1845-1916) ebbero sei figli, e Oreste era il quartogenito.
3. ↑  Si trattava del brevetto n.105.
4. ↑  Tale record era detenuto dal tenente Bolognesi.
5. ↑  Il 14 febbraio 1916, infatti, undici Lohner B.VII, agli ordini dell'Hauptmann Raoul Stojsavljevic, avevano bombardato indiscriminatamente Milano provocando la morte di 15 persone.
6. ↑  Il Caproni Ca.33 venne attaccato sul cielo di Selva di Ternova da due caccia austro-ungarici che uccisero Bailo e Barbieri, e cercarono di ottenere la sua resa, per farlo atterrare in territorio controllato dal nemico.
7. ↑  Il fatto, menzionato ufficialmente nell'Ordine del Giorno del Comando supremo del 3 marzo 1916 dal generale Luigi Cadorna, ebbe tale eco in tutta la nazione che egli dovette pubblicare sulla Gazzetta Ufficiale del Regno i propri ringraziamenti: il capitano Oreste Salomone riceve da tutta l'Italia innumerevoli entusiastici attestati di ammirazione pel suo fulgido eroismo, e, nella impossibilità di rispondere a ciascuno, se ne professa pubblicamente grato e commosso.
8. ↑  A quell'epoca era in forza alla 107ª Squadriglia di Centocelle.
9. ↑  Ferme restando le cause della morte, secondo alcune fonti il Salomone sarebbe deceduto il giorno successivo all'incidente aereo per le ferite riportate.
10. ↑  Per quest'ultima azione gli sarà conferita la croce al merito di guerra alla memoria.
11. ↑  Si trattava del Caproni Ca.450HP matricola 4230 appartenente alla 10ª Squadriglia del XIV Gruppo.
12. ↑  Di lui D'Annunzio scrisse nel Notturno: Con la sua vita restò mozzo la cima di un bel albero, accendetegli ogni anno un fuoco sul Volture.

### Fonti
1. 1 2 3 4  Ufficio Storico dell'Aeronautica Militare 1969, p. 24.
2. 1 2 3 4 5 6 7 8 9  Cersosimo 2010, p. 20.
3. 1 2 3 4 5 6 7 8 9 10  Mancini 1936, p. 538.
4. ↑  Fraschetti 1986, p. 16.
5. 1 2 3 4 5  Maisto 1948, p. 80.
6. ↑  Fraschetti 1986, p. 20.
7. ↑  Decreto Luogotenenziale del 31 dicembre 1915.
8. ↑  Ludovico 1980, p. 19.
9. 1 2 3  Ludovico 1980, p. 28.
10. ↑  Ludovico 1980, p. 169.
11. 1 2 3 4  Cersosimo 2010, p. 21.
12. ↑  Gazzetta Ufficiale 11 aprile 1917, p. 1797.
13. ↑    - Ercole Morelli, I pionieri dell'aeronautica Archiviato il 16 agosto 2016 in Internet Archive..